# Michio Woirgardt

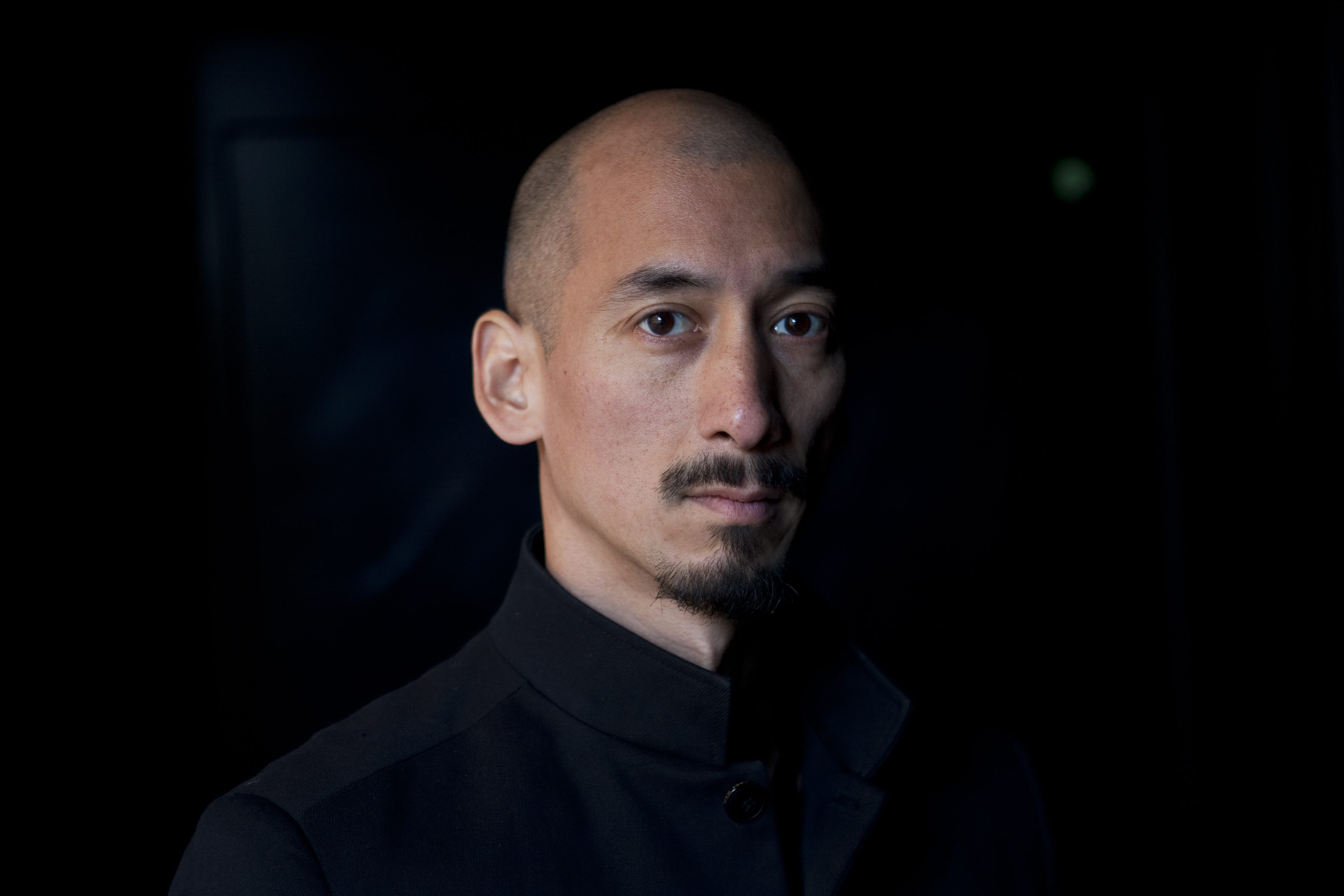
Michio Woirgardt, 2011

Michio Woirgardt (* 22. Juni 1971 in Saarbrücken), auch kurz als Michio bekannt, ist ein deutsch-japanischer Gitarrist und Komponist. Er spielt klassische Gitarre, Flamencogitarre und weitere Instrumente. Er verbindet Flamenco und traditionelle japanische Musik. Als Komponist und auf der Bühne setzt er neben verschiedenen klassischen Instrumenten eine Vielzahl klangerzeugender Objekte ein, die er mit der Software Ableton Live bearbeitet und arrangiert. Zu diesen Klangobjekten gehören alltägliche Gebrauchsgegenstände wie Haushaltsgeräte, Dichtungsringe oder Tesafilm. 

## Karriere

### Musikalische Anfänge
Der Sohn einer Japanerin und eines Deutschen bekam im Alter von sieben Jahren seine erste Gitarre geschenkt. Ab dem achten Lebensjahr erhielt er klassischen Gitarrenunterricht. Er wurde Mitglied des Gitarrenensemble Saarbrücken unter der Leitung von Jörg Becker, in dem junge Talente mit erfahrenen Spielern in einem Ensemble zusammen konzertieren. Der damalige Professor für Gitarre an der Musikhochschule des Saarlandes, Jiří Jirmal, wurde auf den jungen Gitarristen aufmerksam und unterrichtete ihn privat. Im Jahr 1991 wurde Michio Woirgardt unter Professor Jirmal Student an der Musikhochschule und schloss dort als Diplom-Musiklehrer ab.
Im Anschluss wechselte er an die Hochschule für Musik und Darstellende Kunst Wien, wo er in die Konzertfachklasse von Professor Konrad Ragossnig aufgenommen wurde. Dort gründete er mit dem spanischen Kommilitonen Pablo Martín Caminero (später Bassist des Gerardo Núñez Trio) und Daniel Oyárzabal das Flamenco-Trio Moros y Cristianos (Gitarre, Bass, Percussion).
1998 gewann Michio Woirgardt den dritten Preis beim Internationalen Gitarrenwettbewerb Open strings in Osnabrück. Er war Förderpreisträger des Rheinischen Gitarrenfestivals 1998.
Er besuchte Meisterkurse bei Manolo Sanlúcar und Rafael Riqueni und entwickelte seinen Stil in den Flamencozentren Andalusiens weiter, unter anderem in Sevilla, Jerez de la Frontera, Córdoba, Granada, Algeciras.
Michio Woirgardt lebt und arbeitet seit langem in Deutschland.

### Konzertgitarrist und Solist
In Deutschland und Europa ist Michio als Solist und Begleiter tätig. Er unternahm Konzertreisen nach Polen, Griechenland, Österreich, die Tschechische Republik, und spielt auf Flamencofestivals in Deutschland. Seit dem Jahr 2000 unternahm er vier Japantourneen mit verschiedenen Besetzungen. Seit 2001 arbeitet er mit Künstlern der Madrider Jazz- und Flamencoszene zusammen. Im Mai 2007 interpretierte er als Solist mit dem Loh-Orchester Sondershausen das Concierto de Aranjuez von Joaquín Rodrigo. Im November 2007 begleitete er als Bühnenmusiker die Europäische Erstaufführung der Oper Ainadamar von Osvaldo Golijov im Staatstheater Darmstadt.

### Michio Flamenco Project
Nach der Auflösung seines ersten Trios Moros y Cristianos gründete Michio im Jahr 2005 das Michio Flamenco Project. Die Kernbesetzung besteht aus Michio (Flamencogitarre), Tom Auffarth (Bass), Jan Zimmermann (Percussion) und Tony Clark (Shakuhachi), ergänzt durch verschiedene Sänger und Tänzer. Im Jahr 2007 trat er als erster nicht spanischer Gitarrist mit einem eigenen Programm beim Festival de Flamenco in Jerez de la Frontera auf.

### Komponist und Musiker für zeitgenössischen Tanz und Ballett

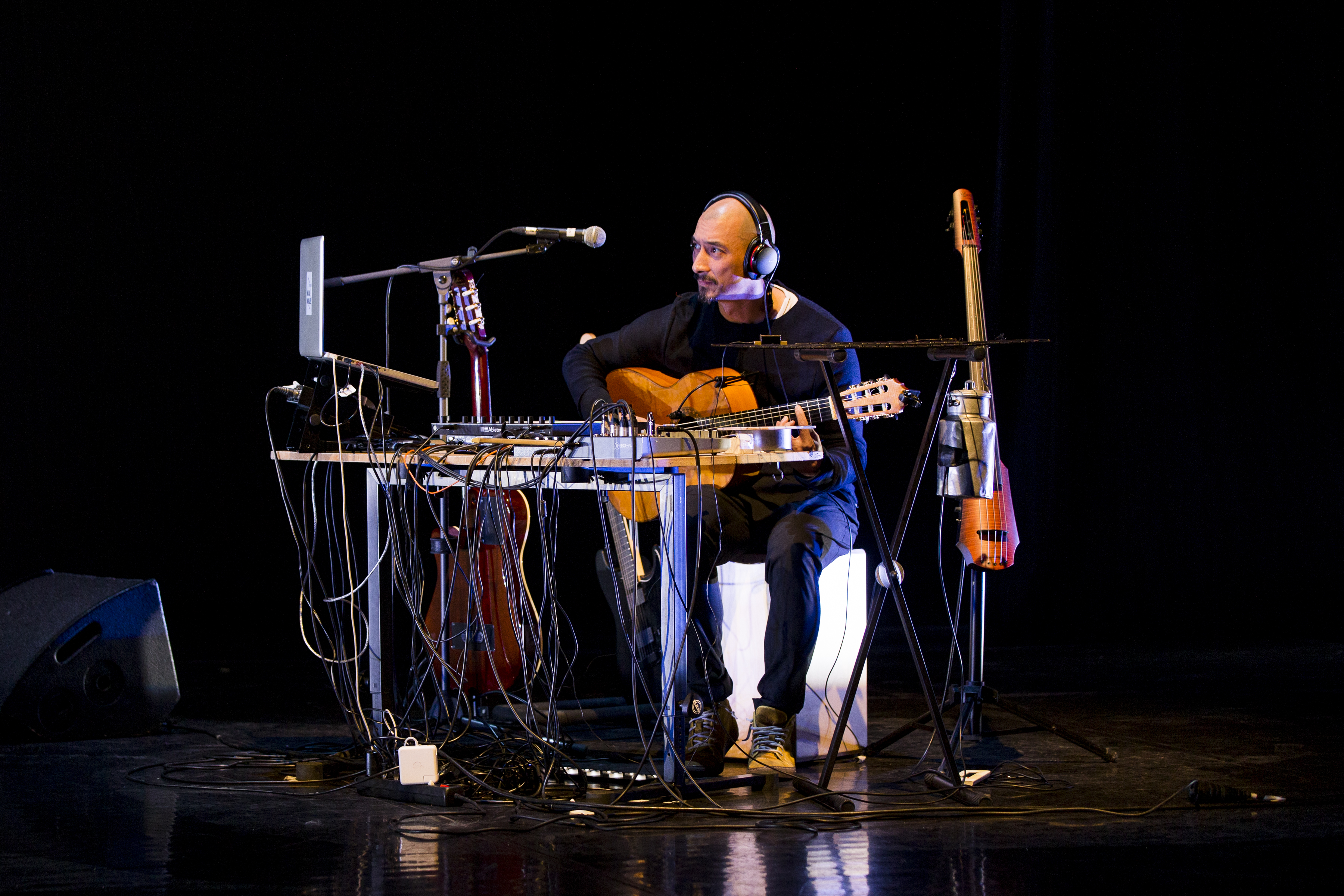
Michio Woirgardt live auf der Bühne

Seit 2010 besteht sein kompositorischer Ansatz im Verschmelzen von auf den ersten Blick gegensätzlich erscheinenden musikalischen Parametern. Dabei verbinden sich elektronisch stark bearbeitete und rhythmisierte Geräusche von Geräten und Gegenständen aller Art (zum Beispiel Nähmaschine, Drahtbürste, abreißendes Klebeband, Rohrleitung, Metallteile) in Loops mit den Klängen und Melodien klassischer Instrumente (unter anderem Gitarre, E-Gitarre, Cello, Keyboards), kubanische Yoruba-Gesänge fusionieren mit der barocken Suite.
Für seine Live-Performances arrangiert Michio sein Instrumentarium rund um die Recordingsoftware Ableton Live und erzeugt damit als Solo-Musiker den Eindruck eines vielstimmigen Klangkörpers. 
Das Zusammenwirken von programmierten Sequenzen mit teils komponierten, teils spontan entwickelten und improvisierten Abläufen ermöglicht es ihm, in einen Dialog mit dem Geschehen auf der Bühne einzugehen und seine Musik unmittelbar an einzelne Aktionen anzupassen. 
Auch als Folge seiner langjährigen Erfahrung als Flamencogitarrist spielt der Rhythmus eine ausgeprägte Rolle in den Kompositionen.
Der ungewöhnliche Ansatz bei der Entwicklung von Bühnenmusik führte zur Zusammenarbeit mit renommierten Choreographen der Ballettensembles von Staatstheatern und zeitgenössischen Tanzensembles der freien Szene. Michio Woirgardt komponierte unter anderem für das Ballett des Darmstädter Staatstheaters unter Mei Hong Lin, das Ballett des Saarländischen Staatstheaters unter Stijn Celis, das Ballett des Landestheater Linz, die Tanzcompagnie Landesbühnen Sachsen und das Ballett Vorpommern. Weitere Arbeiten entstanden für die freien Ensembles und Choreographen Cooperativa Maura Morales, Landerer & Company, Company Idem, Felix Bürkle, Minako Seki und Yumiko Yoshioka, Leonor Leal, Massimo Gerardi und Minka Marie Heiß.

### Cooperativa Maura Morales
2010 gründete Michio Woirgardt zusammen mit der Choreographin Maura Morales die zeitgenössische Tanzkompanie Cooperativa Maura Morales, die seither zahlreiche Bühnenstücke realisiert hat und mit der er regelmäßig in ganz Europa, Asien und Südamerika gastiert. Dieses Kernkollektiv wird je nach Konzept und Umfang des jeweiligen Projekts um weitere Künstler erweitert.

## Werke

### 2004
Michio schrieb und spielte für das Staatstheater Darmstadt die Bühnenmusiken zu den Tanzstücken Das Haus der Bernarda Alba und VergissMeinNicht nach Federico García Lorca unter der choreographischen Leitung von Mei Hong Lin.

### 2011
- Im Auftrag des Schweizer Cembalisten Vital Julian Frey komponierte er die erste Flamenco-Suite für Cembalo.[6]
- Komposition für das zeitgenössische Tanzstück Haut von Felix Landerer und Maura Morales

### 2012
- Komponist beim internationalen Forum für professionelle Choreographen und Komponisten Risk To Fail unter der künstlerischen Leitung von James Sutherland
- Komponist für das zeitgenössische Tanztheaterstück Wunschkonzert von Maura Morales
- Für das Tanztheaterprojekt Hot Dog von Massimo Gerardi komponierte und spielte er die Musik.

### 2013
- Komponist für das zeitgenössische Tanztheaterstück 40 palillos x 10 pesos von Maura Morales für die kubanische Ballettkompanie Ballet Contemporánea Endedans
- Komponist für das zeitgenössische Tanztheaterstück Matter Matters? von Minka Marie Heiß
- Komponist des zeitgenössischen Tanztheaterstücks El Baile de San Vito der Cooperativa Maura Morales, das am 31. August 2013 im Rahmen der Künstlerresidenz Think Big, einer Koproduktion des Balletts der Staatsoper Hannover und TANZtheater International, Premiere hatte.
- Komponist und Livemusiker des zeitgenössischen Tanztheaterstückes Don Nadie – Herr Niemand der Cooperativa Maura Morales

### 2014
- Musikalischer Leiter, Komponist und Bühnenmusiker der Produktion Bernarda (Choreographie und Inszenierung: Mei Hong Lin) am Staatstheater Darmstadt
- Komponist und Livemusiker des zeitgenössischen Tanztheaterstückes Sisyphos war eine Frau der Cooperativa Maura Morales

### 2015
- Komponist und Livemusiker des zeitgenössischen Tanztheaterstückes Stadt der Blinden der Cooperativa Maura Morales
- Musikalischer Leiter, Komponist und Bühnenmusiker der Produktion Bernarda Albas Haus (Choreographie und Inszenierung: Stijn Celis) am Saarländischen Staatstheater
- Komponist des zeitgenössischen Tanztheaterstücks Momo der Tanzcompagnie Landesbühnen Sachsen unter Wencke Kriemer de Matos

### 2016
- Komponist und Livemusiker des zeitgenössischen Flamencotanzstückes Frágil von Leonor Leal
- Komponist und Livemusiker des zeitgenössischen Tanzstücks Phaidra – Die Virtuosität des Leidens der Cooperativa Maura Morales
- Kompositionen für die Schweizer Tanzkompanie Company Idem zu den Stücken Control und Exposed

### 2017
- Komponist des Stücks Blinzeln, Zwinkern und Drehen für das Ballett Vorpommern
- Komposition der Bühnenmusik für TWO der beiden Stilikonen des Butoh Minako Seki und Yumiko Yoshioka
- Komponist und Bühnenmusiker des zeitgenössischen Tanzstückes self-made/a one-man schow von Felix Bürkle
- Komponist des zeitgenössischen Tanzstücke Exceso de la nada – Überfluss des Nichts der Cooperativa Maura Morales

## Diskografie
- Moros y Cristianos (1999)
- Zambúllete (Alameda Production, 2005), mit dem Shakuhachi-Spieler Tony Clark
- Así nada más (Alameda Production, 2008)